# Poste de direction de tir de Riva-Bella
Le poste de direction de tir de Riva-Bella est un élément constitutif du mur de l'Atlantique situé en arrière de la plage de Riva-Bella à Ouistreham, Calvados. Il abrite aujourd'hui un musée, « Le Grand Bunker », sur le thème du mur de l'Atlantique.

## Historique et construction
Les travaux commencèrent en septembre 1943 pour se terminer mi-novembre de la même année pour le gros œuvre. L’équipement s'est terminé en juin 1944. Contrairement à certains bunkers où le coffrage était en bois, le bunker fut construit avec une technique de coffrage spéciale. Les Allemands montaient deux murs de parpaings, ils ferraillaient et coulaient le béton, les murs servaient de coffrage. Cette méthode fut utilisée pour sa rapidité, la construction de l'ouvrage ayant été tardive. Il s'agit d'une Sonderkonstruction (SK), aucun plan type (Regelbau) n'ayant été utilisé contrairement à la plupart des bunkers du mur de l'Atlantique.
Mesurant 17 mètres de haut, ce bunker permettait d'observer la baie de Seine sur un rayon de 50 km. Il offre 6 niveaux abritant des installations techniques (salle des machines, ventilation), une salle d´armes, des cantonnement (dortoirs et infirmerie), un poste de commandement avec central téléphonique, un observatoire et un poste de télémétrie. La dalle de couverture accueillait un canon antiaérien de 20 mm protégé par un encuvement.
Le poste est inscrit au titre des monuments historiques par arrêté du 13 juin 1994.

## Le musée

### L'extérieur

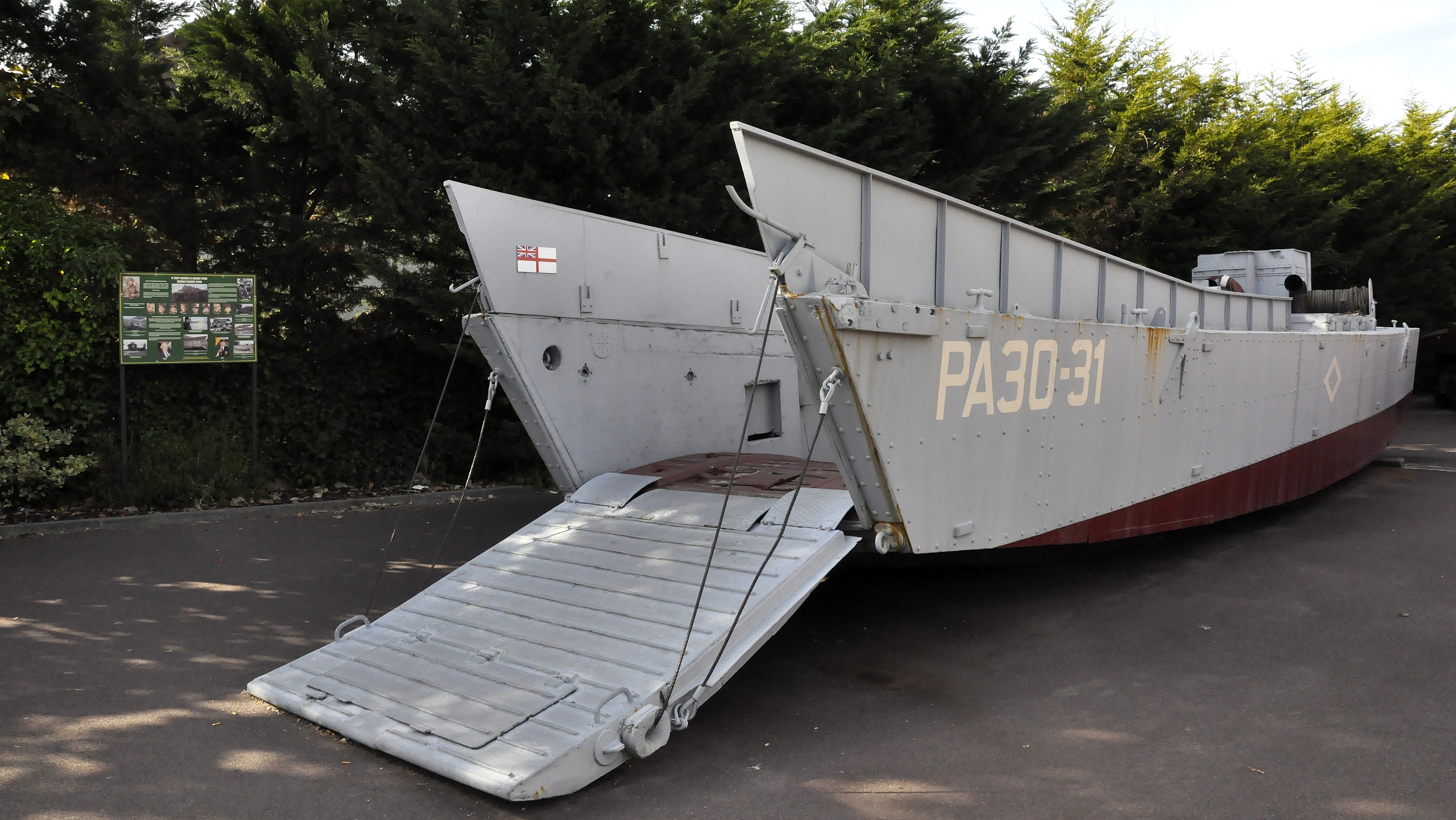
Le Landing Craft Mechanized PA 30-31.
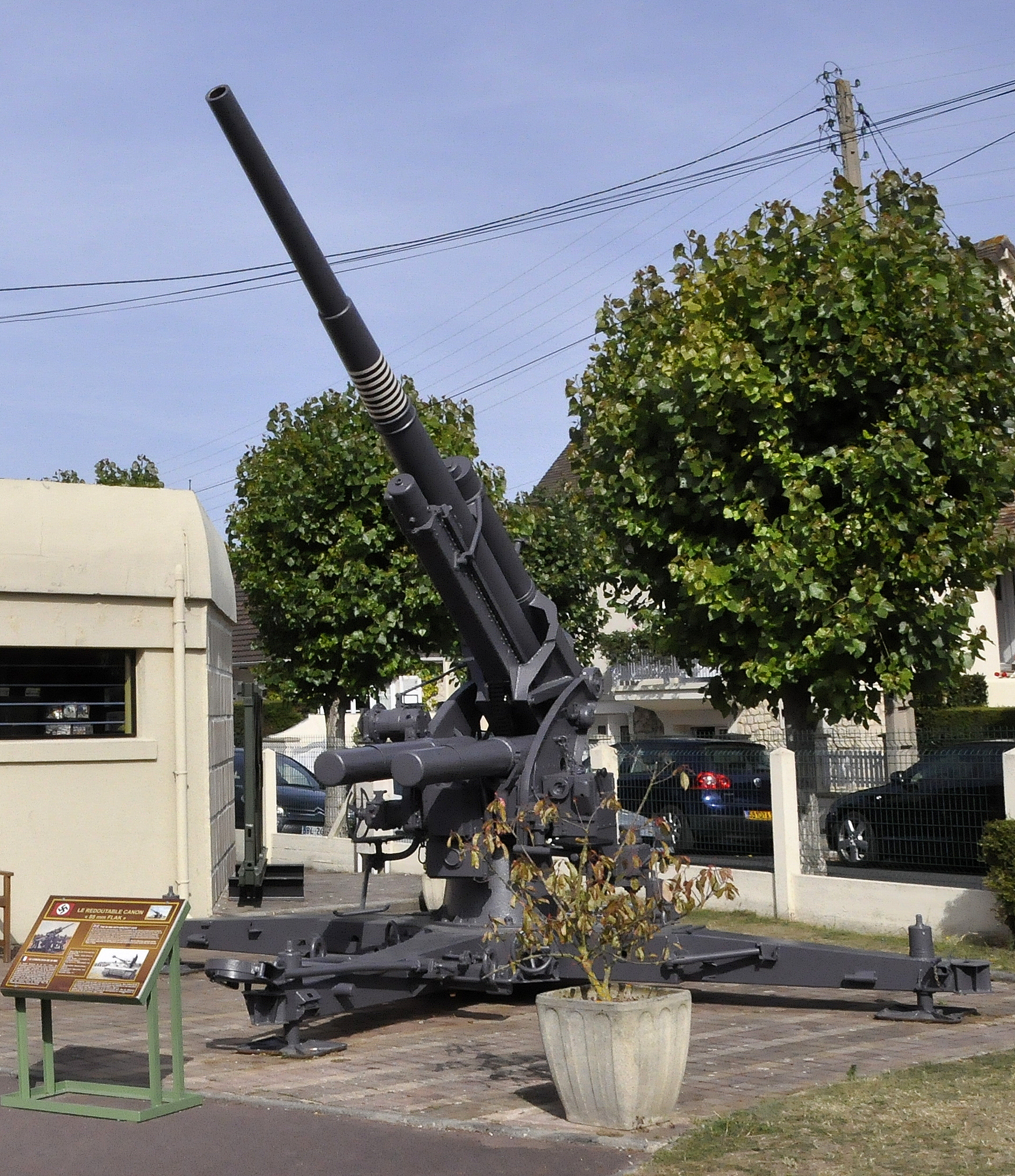
Canon de 88 mm.
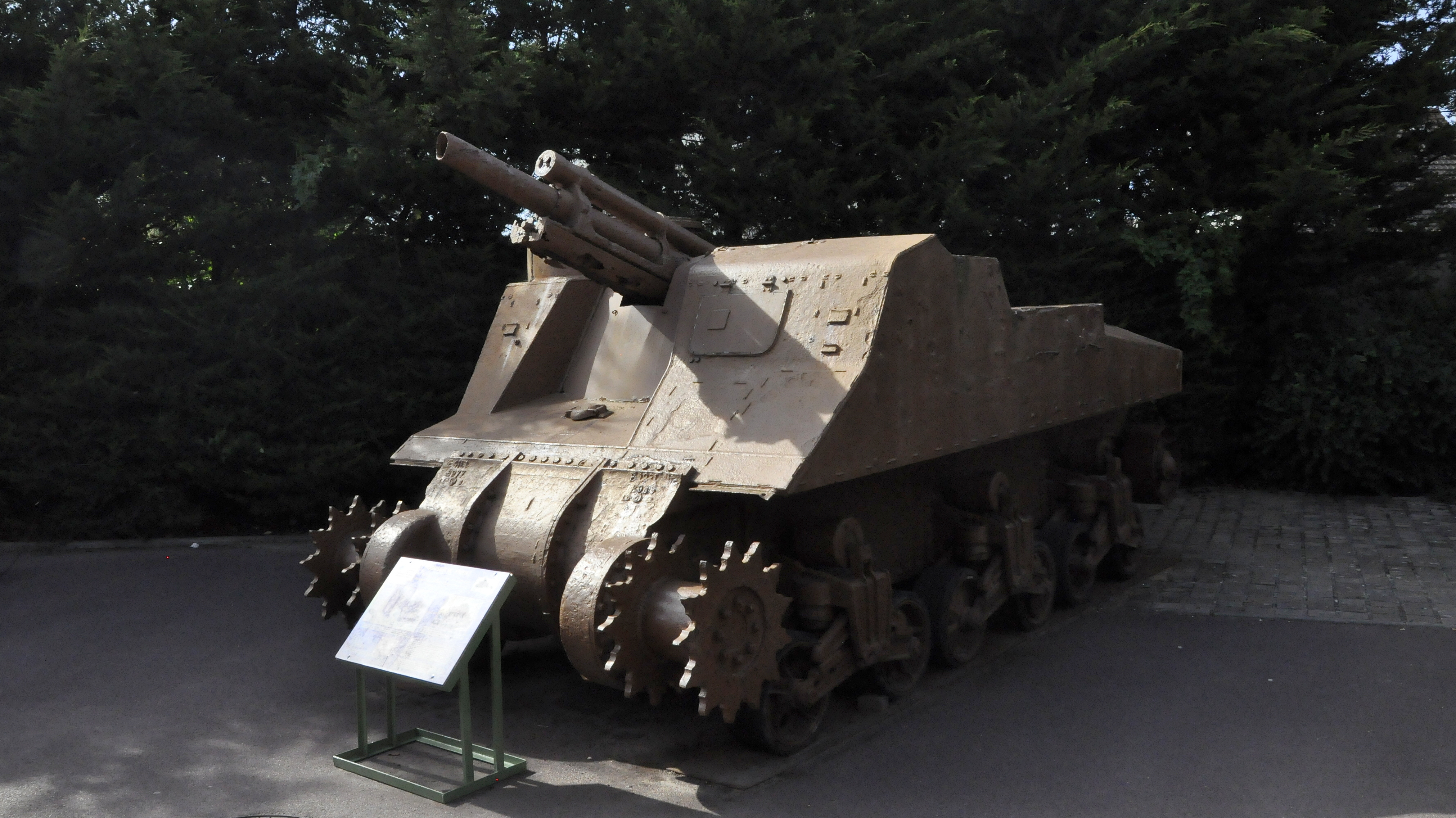
M7 Priest retiré de la mer à Arromanches.

### L'intérieur

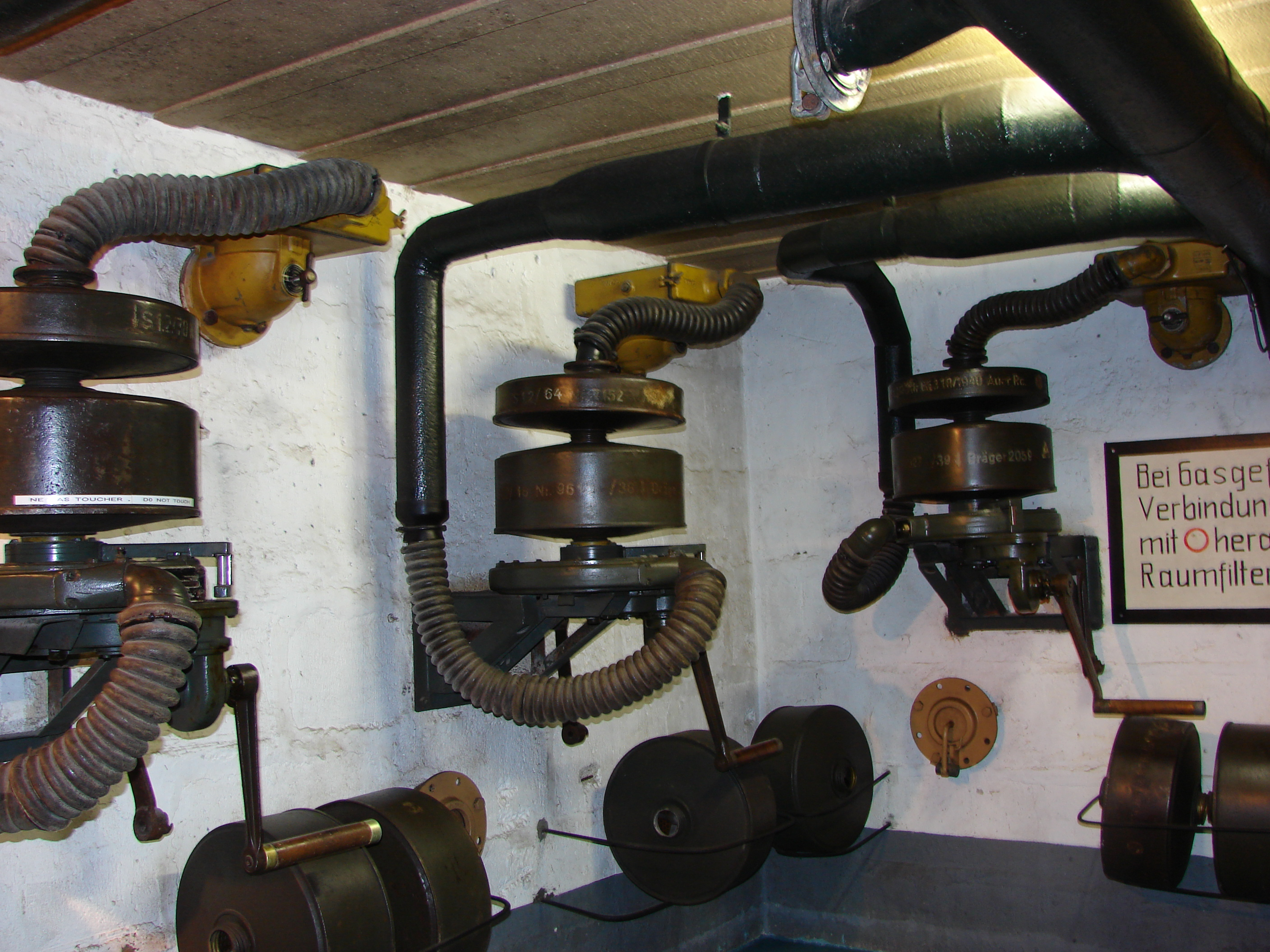
La salle des filtres.
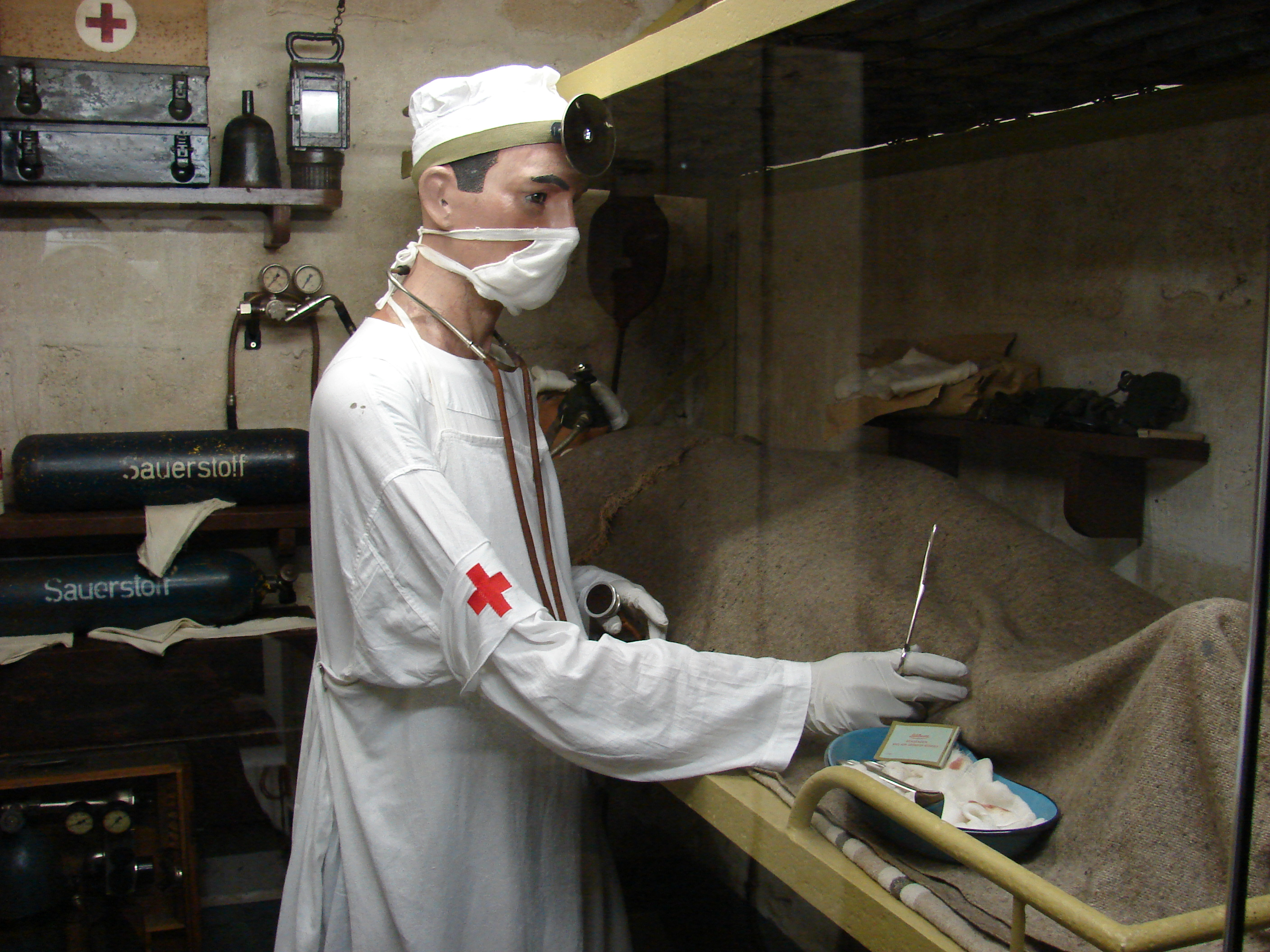
L'infirmerie.
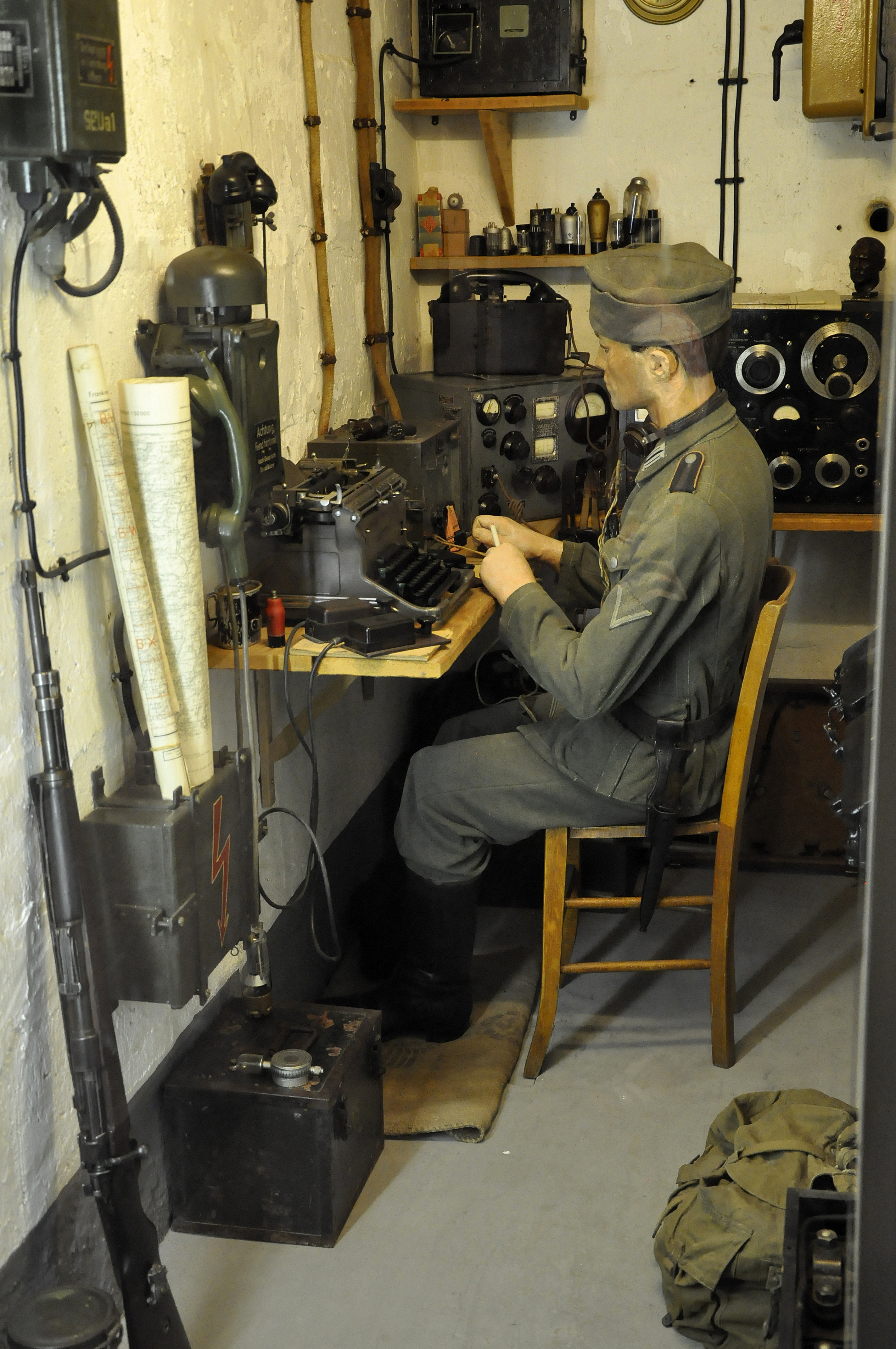
La salle radio.
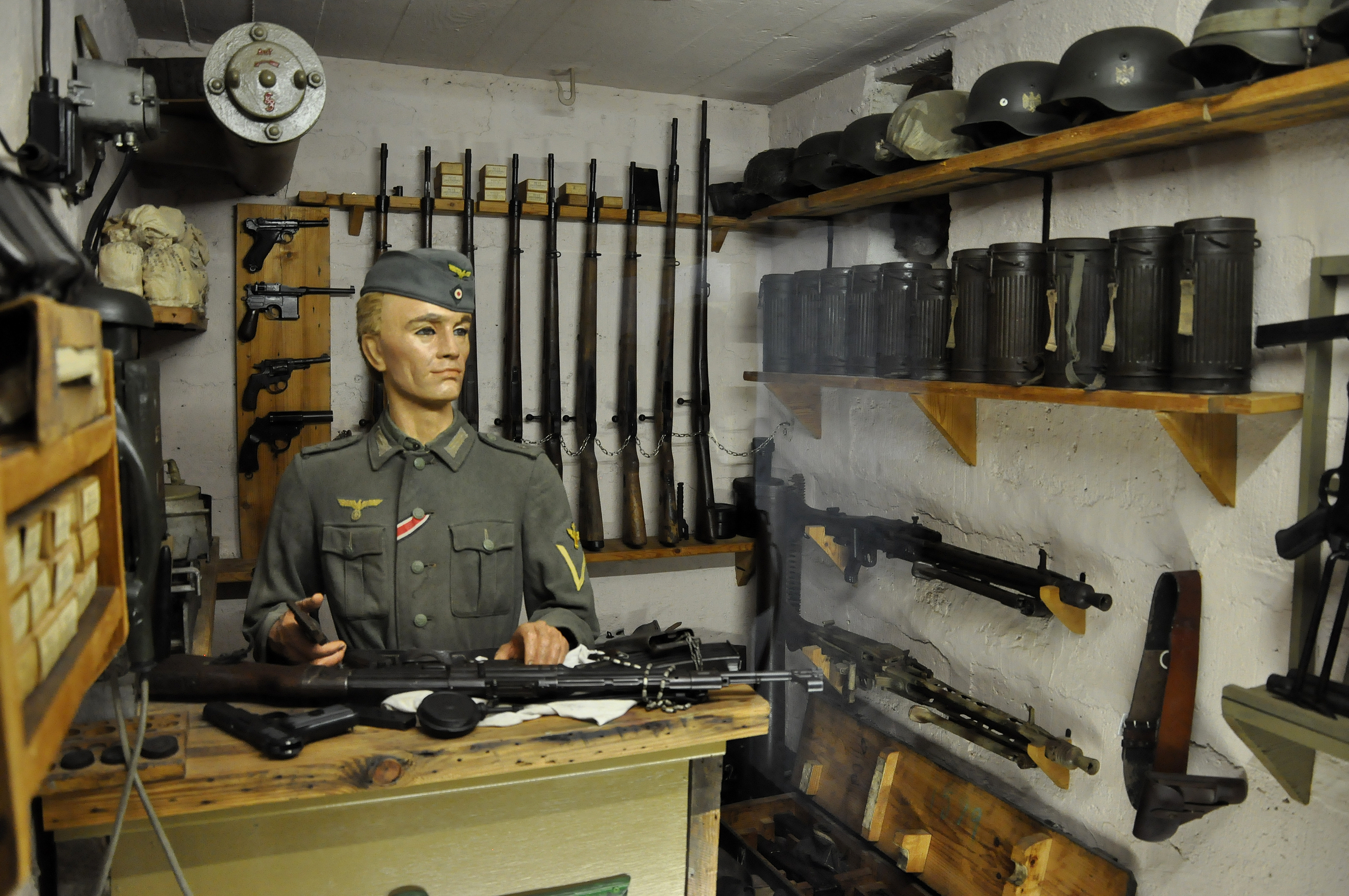
L'armurerie.
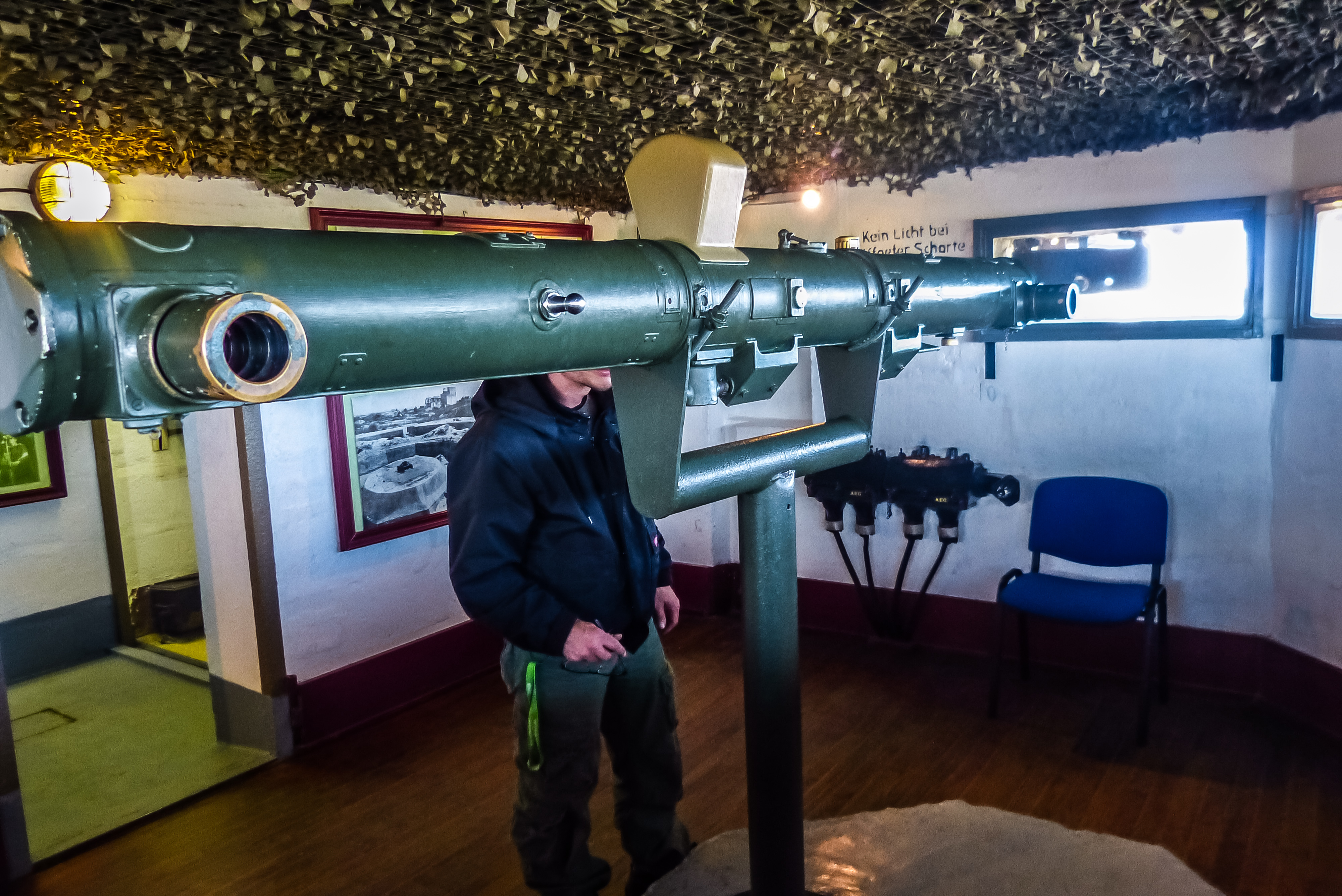
Le télémètre.